# Neil El Aynaoui
Neil El Aynaoui (* 2. Juli 2001 in Nancy) ist ein marokkanisch-französischer Fußballspieler, der bei der AS Rom in der Serie A spielt.

## Karriere

### Verein
El Aynaoui begann seine fußballerische Ausbildung beim CF Gavà. Im Sommer 2009 wechselte er in das Jugendausbildungszentrum der AS Nancy. In der Saison 2018/19 kam er zu seinem ersten Einsatz in der National 3 für die zweite Herrenmannschaft. Auch 2020/21 und 2021/22 bekam er dort ein wenig Spielzeit. Im Juni 2021 unterzeichnete er seinen ersten Profivertrag bei der ASN. Am zweiten Spieltag der Saison 2021/22 spielte er gegen den FC Toulouse eine Halbzeit und debütierte somit für die Profimannschaft in der Ligue 2. Mitte März 2022 (29. Spieltag) schoss er bei einem 3:0-Sieg über den Paris FC sein erstes Tor auf professioneller Ebene. Gegen Ende der Spielzeit 2021/22 wurde er zum Stammspieler im Mittelfeld Nancys und schoss in 24 Ligapartien zwei Tore. Dennoch stieg er mit dem Team als Tabellenletzter in die National ab. Dort kam er 2022/23 auf 33 Einsätze, in denen er viermal traf und zwei Tore vorbereitete.
Nachdem der direkte Wiederaufstieg nicht gelungen war, wechselte El Aynaoui zum amtierenden Vizemeister Frankreichs, dem RC Lens. Nach abgesessener Rotsperre aus der vorherigen Saison, debütierte er am sechsten Spieltag nach Einwechslung gegen den FC Toulouse in der Ligue 1.
Im Juli 2025 wechselte er zur AS Rom und unterschrieb dort einen Vertrag bis 2030.

### Nationalmannschaft
Seit September 2023 ist El Aynaoui für die marokkanische U23-Nationalmannschaft aktiv.

## Familie
El Aynaoui ist der Sohn des ehemaligen Tennisspielers Younes El Aynaoui.